# مقاطعة لنغرود
مقاطعة لنغرود (بالفارسية: شهرستان لنگرود‏) هي إحدى مقاطعات محافظة غيلان في إيران. عاصمة المقاطعة هي لنغرود. بلغ التعداد السكاني في 2006 133,133 نسمة في 38,597 عائلة.